# مبنى بلدية مونتروي (مترو باريس)
مبنى بلدية مونترويل (بالفرنسية: Mairie de Montreuil)‏ هي محطة مترو تابعة لمترو باريس تقع في فرنسا في مونتروي ، سين سان دوني.[بحاجة لمصدر]